# Голбе
Голбе (фр. Golbey) је насељено место у Француској у региону Лорена, у департману Вогези.
По подацима из 2011. године у општини је живело 8246 становника, а густина насељености је износила 868,91 становника/km².

## Демографија
| 1962. | 1968. | 1975. | 1982. | 1990. | 2011. |
| ----- | ----- | ----- | ----- | ----- | ----- |
| 6.560 | 7.579 | 8.457 | 7.822 | 7.892 | 8.246 |